# Хачмашки рејон
Хачмашки рејон (азер. Xaçmaz rayonu), једна је од 78 административно-територијалних јединица Азербејџана. Налази се у североисточном делу земље, у пределу познатом као Куба-Хачмашки регион. Административни центар рејона се налази у граду Хачмасу. 
Хачмашки рејон обухвата површину од 1.050 km² и има 162.100 становника (подаци из 2011). 
Административно, рејон се даље дели у 70 мањих општина.